# Melina Mercouri

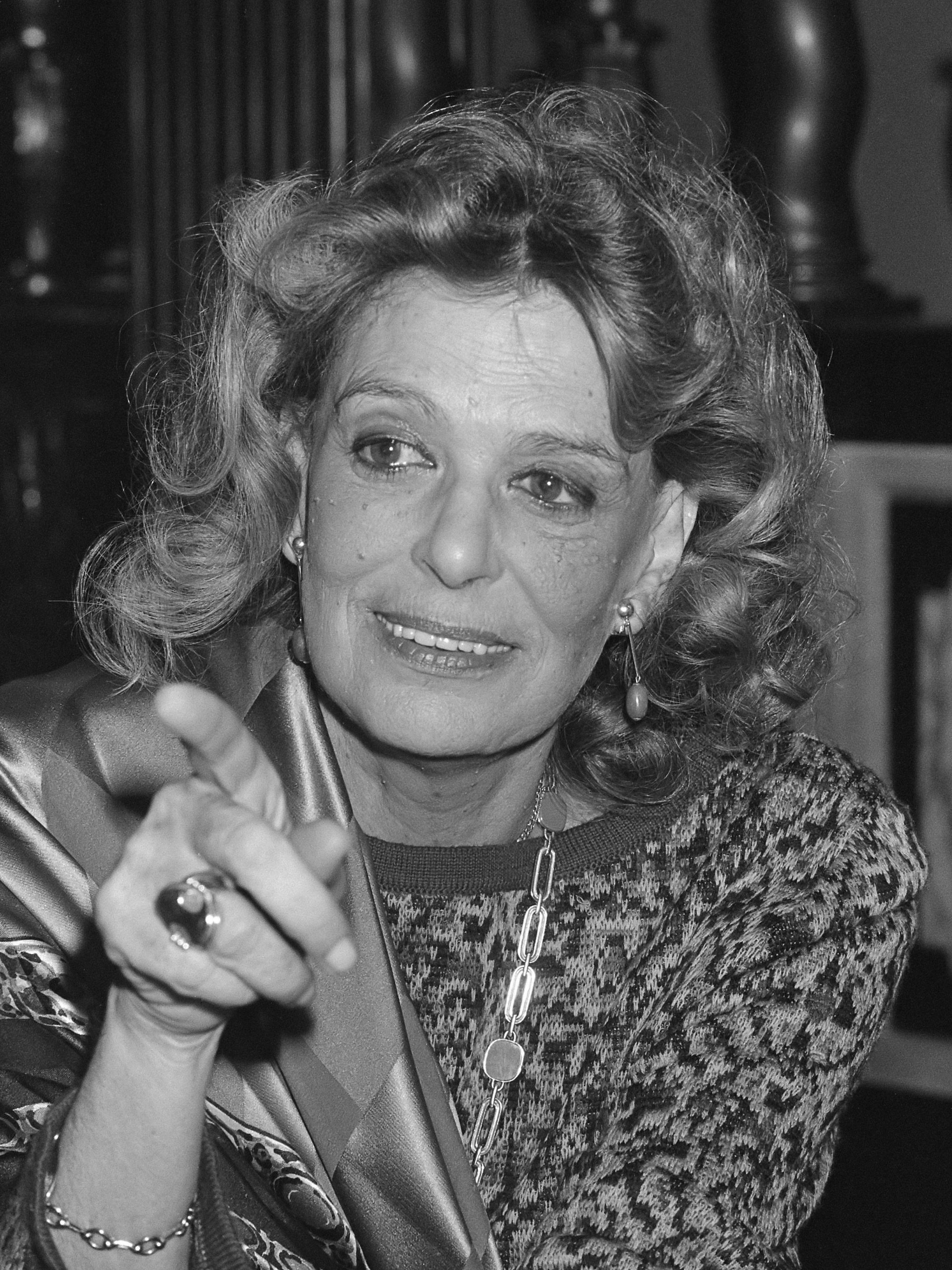
Vizita ministrului grec al Culturii Melina Mercouri la expoziția Acropola Atenei din Amsterdam, 1985

Melina Mercouri (numele: în greacă Μελίνα Μερκούρη, transliterat: Melina Mercouri; oficial în greacă Αμαλία - Μαρία Μερκούρη, Amalía-María Merkoúri; n. 18 octombrie 1920, Atena, Regatul Greciei – d. 6 martie 1994, New York City, New York, SUA) a fost o actriță de teatru și de film, cântăreață și politiciană greacă.

## Biografie
A făcut studii de actorie la școala dependentă de Teatrul Național Elen  (în greacă Εθνικό Θέατρο, Ethnikó Théatro). Debutează pe scenă într-o comedie de avangardă, abordând apoi un repertoriu teatral amplu și reprezentativ.
Prima apariție pe ecran a avut-o în filmul Stella. 
La scurt timp, l-a cunoscut pe regizorul american în exil Jules Dassin, a cărui muză a devenit. Dassin a distribuit-o în opt filme și s-au căsătorit în 1966. Filmul Niciodată duminica (1960) a adus cuplului o mare faimă internațională. Pentru acest film, Melina Mercouri a primit premiul pentru cea mai bună actriță la Festivalul de Film de la Cannes și a fost nominalizată la Oscar. Cântecul interpretat acolo de ea: „Copiii din Pireu” (Les Enfants du Pirée) a câștigat Oscarul pentru cea mai bună melodie originală în 1961.

## Filmografie selectivă
- 1955 Stella, regia Michael Cacoyannis : Stella
- 1957 Cel care trebuie să moară (Celui qui doit mourir), regia Jules Dassin : Katerina
- 1958 Țiganca și gentlemanul (The Gypsy and the Gentleman), regia Joseph Losey : Belle
- 1959 Legea (La legge), regia Jules Dassin : Donna Lucrezia
- 1960 Niciodată duminica (Pote tin Kyriaki/Jamais le dimanche), regia Jules Dassin : Ilya
- 1961 Judecata de apoi (Il giudizio universale), regia Vittorio De Sica : dna. străină
- 1961 Trăiască Henric al IV-lea, trăiască dragostea (Vive Henri IV, vive l’amour !), regia Claude Autant-Lara : Marie de Médicis
- 1962 Fedra (Phaedra), regia Jules Dassin : Phèdre
- 1963 Învingătorii (The Victors), regia Carl Foreman : Magda
- 1964 Topkapi, regia Jules Dassin : Elizabeth Lipp
- 1965 Pianele mecanice (Los pianos mecánicos), regia Juan Antonio Bardem : Jenny
- 1966 D pour danger (A Man Could Get Killed), regia Ronald Neame și Cliff Owen : Aurora/Celeste da Costa
- 1966 Dix heures et demie du soir en été (10:30 P.M. Summer), regia Jules Dassin : Maria
- 1969 Vesel, Vesel (Gaily, Gaily), regia Norman Jewison : Lil
- 1970 Promisiune în zori (Promise at Dawn), regia Jules Dassin : Nina Kacewa
- 1974 The Rehearsal, regia Jules Dassin
- 1975 Jacqueline Susann’s Once Is Not Enough (Once Is Not Enough), regia Guy Green : Karla
- 1977 Apucături urâte (Nasty Habits), regia Michael Lindsay-Hogg : Sœur Gertrude
- 1978 Țipăt de femeie (Kravgi gynaikon), regia Jules Dassin : Maya/Médée

## Premii și nominalizări

### Premiile Oscar
- 1961 – Nominalizare pentru Cea mai bună actriță pentru Niciodată duminica

### Globul de Aur
- 1963 – Nominalizare la cea mai bună actriță (dramă) pentru Fedra
- 1965 – Nominalizare la cea mai bună actriță (muzical/comedie) pentru Topkapi
- 1971 – Nominalizare la cea mai bună actriță (dramă) pentru Promisiune în zori

### David di Donatello
- 1965 – Targa d'oro pentru filmul Topkapi

### Festivalul de Film de la Cannes
- 1960 – Prix d'interprétation féminine – Cea mai bună actriță pentru Niciodată duminica

### Premiile BAFTA
- 1961 – Nominalizare la Premiul BAFTA pentru cea mai bună actriță străină pentru Niciodată duminica
- 1963 – Nominalizare la Cea mai bună actriță străină pentru Fedra